# Râul Mădăraș
Râul Mădăraș este un curs de apă, afluent al râului Olt.  Este format la confluența celor două brațe Mădărașul Mare și Mădărașul Mic